# André Waignein
André Waignein, né le 28 janvier 1942 à Mouscron et mort le 22 novembre 2015 dans la même ville, est un compositeur belge, trompettiste de formation. Il est très connu dans le répertoire pour orchestre d'harmonie avec plus de six cents opus composés. Il fut professeur au Conservatoire royal de Bruxelles et directeur du Conservatoire de Tournai.
Il écrit également sous le pseudonyme de Rita Defoort, le nom de sa femme ; Rob Ares, Luc Gistel et Roland Kernen, Larry Foster.